# Val-David
Val-David är en bykommun (municipalité de village) i Québec i Kanada. Den ligger i regionen Laurentides, i den sydöstra delen av landet, 130 km nordost om huvudstaden Ottawa.
Från folkräkningen 2016 ingår bykommunens tätbebyggelse i tätorten (centre de population) Sainte-Agathe-des-Monts - Val-David, men den tidigare separata tätorten särredovisas också fortsättningsvis. Antalet invånare vid folkräkningen 2021 var 5 558 i kommunen och 2 271 i den tidigare tätorten, varav 2 238 i bykommunen och 33 i grannkommunen Val-Morin.